# Ángel Obando
Ángel Antonio Obando (3 de junio de 1956) es un exfutbolista hondureño. Es el segundo máximo goleador en la historia de Motagua, con lo cual es considerado un ídolo dentro de esa institución.

## Trayectoria
Inició su carrera con Motagua en 1973, en el club azul profundo disputó 300 juegos y anotó 77 goles. También tuvo pasos breves en clubes como Atlético Morazán y Universidad.
Con Motagua, Obando se consagró campeón de la Liga Nacional de Honduras en dos ocasiones: la primera, en la temporada 1973-74, y la segunda, en la temporada 1978-79. 
Es el máximo goleador de Motagua en Superclásicos.
Durante treinta y dos años poseyó el récord de máximo goleador motagüense, pero en 2018 Rubilio Castillo lo superó.

## Clubes
| Club             | País     | Año       |
| ---------------- | -------- | --------- |
| Motagua          | Honduras | 1973-1980 |
| Atlético Morazán | Honduras | 1980-1981 |
| Motagua          | Honduras | 1981-1986 |
| Universidad      | Honduras | 1987      |

## Palmarés

### Títulos nacionales
| Título                    | Equipo  | País     | Año     |
| ------------------------- | ------- | -------- | ------- |
| Liga Nacional de Honduras | Motagua | Honduras | 1973-74 |
| Liga Nacional de Honduras | Motagua | Honduras | 1978-79 |